# がたがた橋

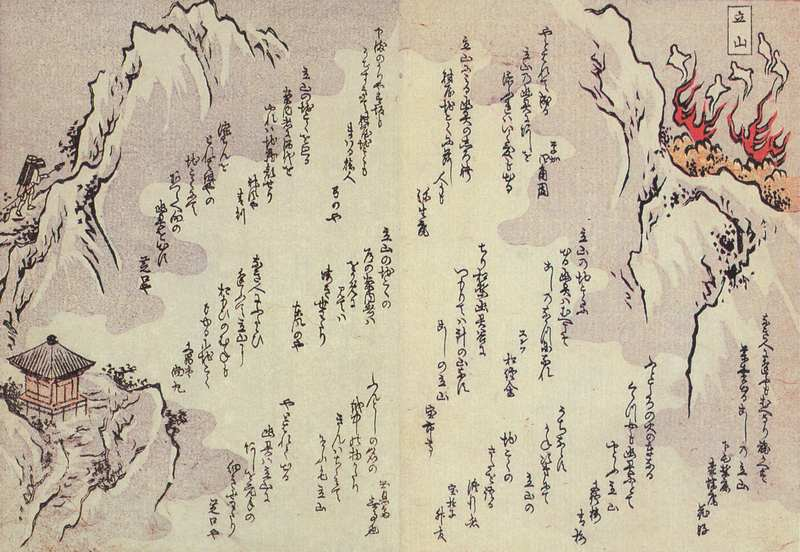
竜斎閑人正澄画『狂歌百物語』より「立山」

がたがた橋（がたがたばし）は、飛騨小坂（現・岐阜県下呂市）にあったといわれる橋にまつわる伝説。

## 概要
小坂の金右衛門という者の家の前に小さな板橋があり、峠を越えて隣村へ行くためにさかんに利用されていた。
ある夜。金右衛門が家にいると、ガタガタと橋をわたる大きな音が聞こえ、ひそひそと人の声が聞こえた。こんな夜に峠越えは危険だと思って外を見ると、人影はまったく見えない。こうした不思議なことが毎晩続き、やがて雨の夜には橋をわたる音に混じって、悲しそうな泣き声が聞こえるようになった。
気味悪く思った金右衛門が占い師に占ってもらったところ、彼の家の前は隣村を越えて越中（現・富山県）立山まで続いており、立山にはさまざまな地獄があるので、地獄へ墜ちる亡者たちが橋を通っているとのことだった。
これを聞いた金右衛門は、家の者たちとともに橋から離れた場所へ引っ越すとともに、亡者たちを供養し、橋のそばには経塚を立てた。以来、これまでのような怪異はなくなったという。
なお、このほかにも音を伴った橋の名は「がたがた橋」「ドウドウ橋」「ドタドタ橋」など多くあり、川の流れが橋や橋桁にあたる音から想像されたものと考えられている。そのために飛騨の「がたがた橋」についても、同様に川の流れの音から「がたがた橋」と名づけられていたものが「立山地獄へ向かう亡者たちが境に架けられた橋の上をわたる音」と後付けの解釈を施されたもの、とする説もある。
立山地獄への通り道にまつわる類話として、岐阜や愛知県の亡者たちが立山地獄へ向かう途中、乗鞍岳山頂の千町ヶ原の沼で水を飲むという伝説があり、「精霊田（しょうらいだ）」と呼ばれた。